# Drassyllus mumai
Drassyllus mumai är en spindelart som beskrevs av Willis J. Gertsch och Susan E. Riechert 1976. Drassyllus mumai ingår i släktet Drassyllus och familjen plattbuksspindlar. Inga underarter finns listade i Catalogue of Life.